# Galaxias maculatus
Galaxias maculatus é uma espécie de peixes teleósteos da família Galaxiidae. Em espanhol é denominado "puye" ou "puyén chico" e em inglês "inanga" ou "common galaxias" pode ser encontrada em três ambientes: água doce , estuarinos e marinhos. Ele é distribuído na área circum-Antártica sendo encontrado em latitudes superiores a 30º Lat. da Austrália, Nova Zelândia a América do Sul, no Chile ao sul de Valparaiso e na Argentina encontrado no Rio Negro. É considerado o peixe de água doce com a mais ampla distribuição natural ao redor do globo. É um peixe fino e estreito com uma cauda bifurcada e um padrão manchado, e possui em média cerca de 10 cm de comprimento. Vive em água doce, mas passa os primeiros seis meses de vida no mar, retornando em massa na primavera.

## Descrição
Os peixes da espécie Galaxias maculatus têm olhos de prata iridescentes, partes inferiores e tampas de brânquia, e algumas têm uma listra verde iridescente ao longo do topo de seus corpos, que podem ser vistas de forma intermitente  enquanto nadam. Seu nome específico maculatus ("manchado") vem do padrão de manchas escuras e leopardas em um fundo marrom-azeitona ao longo de seus corpos superiores. Esse padrão varia de muito sutil a bastante ousado. Galaxias maculatus têm caudas ligeiramente bifurcadas, ao contrário de outros galaxídeos, que têm caudas quadradas. Os adultos normalmente variam de 8 a 11 cm de comprimento, com uma média de 10 cm. O comprimento máximo já reportado foi de 19 cm.
Eles são comumente encontrados em pequenos cardumes em águas lentas, mas podem ser mais solitários em fluxos mais rápidos.

## Distribuição e habitat
Galaxias maculatus são um dos peixes de água doce mais distribuídos no mundo. Eles habitam o Chile (35-55 ° S), a Patagónia, a Argentina, as ilhas Falkland, algumas ilhas do Pacífico, como Nova Caledônia, Nova Zelândia e rios costeiros no sudeste da Austrália, Tasmânia e sudoeste da Austrália Ocidental.
Os adultos são encontrados principalmente em água parada ou em movimento lento nas partes mais baixas de córregos e rios costeiros, ou ao redor das bordas das lagoas; eles podem tolerar uma ampla gama de condições naturais. Se os níveis de oxigênio são baixos como resultado da eutrofização, eles podem saltar da água e absorver o oxigênio através da pele como último recurso. Eles precisam de acesso à vegetação ripícola para desova, e geralmente vivem em sistemas fluviais com acesso ao mar, pois seu estágio larval é marinho. Eles tendem a ser encontrados em riachos de baixa elevação, como diferentes de outras espécies de Galaxias, não podem escalar as cachoeiras anteriores.

## Historia de vida
Esta espécie geralmente é considerada anfídroma, um tipo particular de diadromia, o que significa que a reprodução ocorre em água doce e o crescimento larval ocorre no mar.

### Reprodução
O peixe adulto geralmente atinge a maturidade sexual com um ano e a desova é desencadeada por mudanças no comprimento do dia e na temperatura. A menos que seja encalhado dentro de um lago, os Galaxias maculatus geram principalmente no outono durante as marés de primavera nos alcances influenciados de rios e córregos mas pode ocorrer o nascimento no inverno. Os ovos são colocados em massa entre vegetação ripária inundada por fêmea. Os peixes macho liberam esperma na água e os ovos são fertilizados externamente.
Este tipo de desova é chamado de poligandandria. Os ovos permanecem ligados à vegetação à medida que a maré recua. Dois tipos de estratégia reprodutiva ocorrem: uma estratégia de "boom bust", na qual a propagação ocorre em um evento e é seguida de morte, semelpartididade ou geração de eventos múltiplos antes da iteraridade da morte.

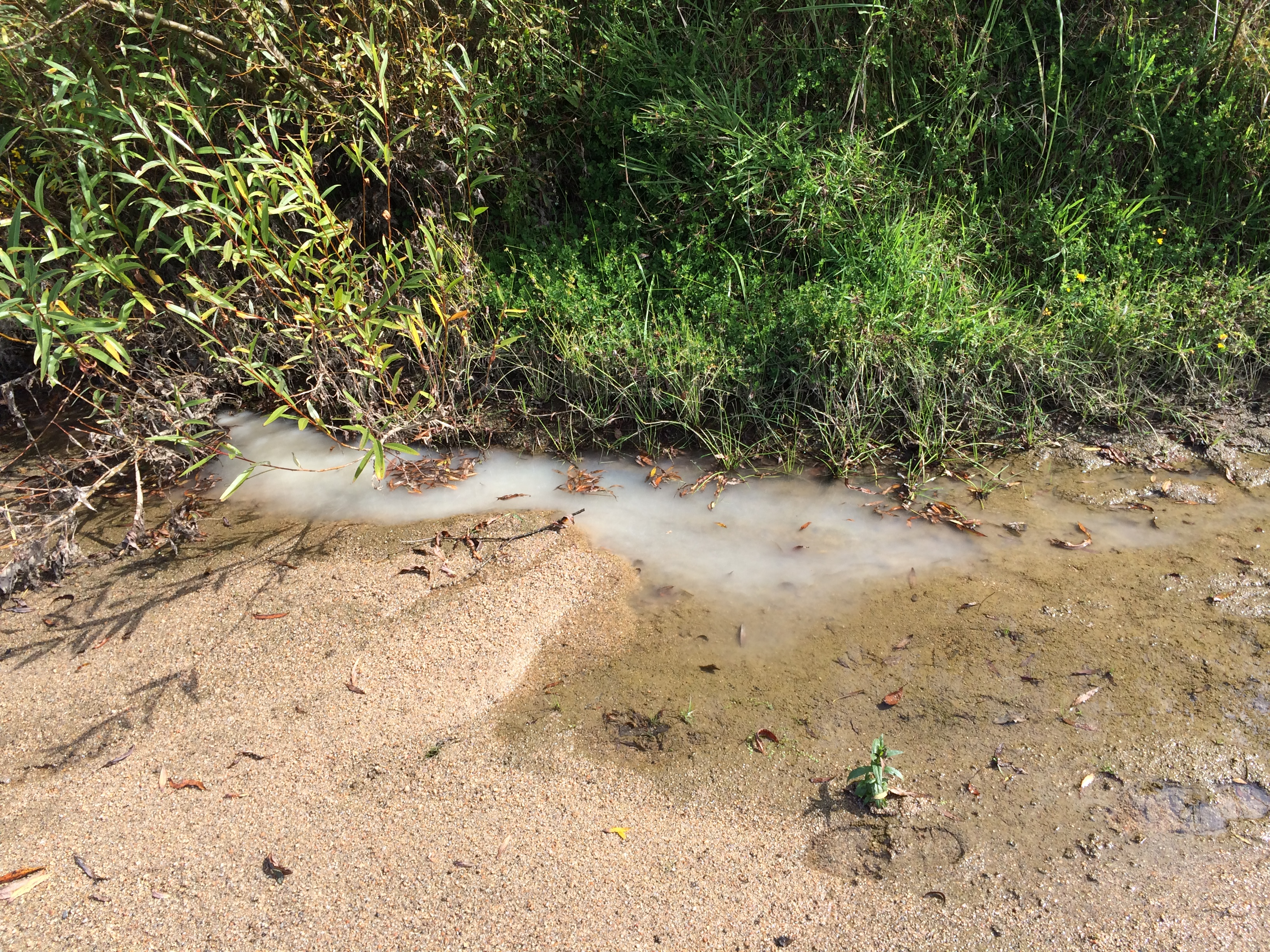
A cor branca leitosa da água é de esperma masculino após a reprodução.

### Desenvolvimento dos ovos
Os ovos (cerca de 1 mm de diâmetro) se desenvolvem na vegetação por 2-4 semanas. As condições ambientais na vegetação(particularmente a temperatura e a umidade) são críticas para o sucesso do seu desenvolvimento. A mortalidade dos ovos ocorre por excesso de exposição à luz solar, predação de camundongo e aranhas, pastagem e pisoteio por gado, corte de vegetação de bancos em áreas urbanas e inundações. A maré seguinte de primavera inunda os ovos estimulando-os a escotilhar.

### Vida marinha

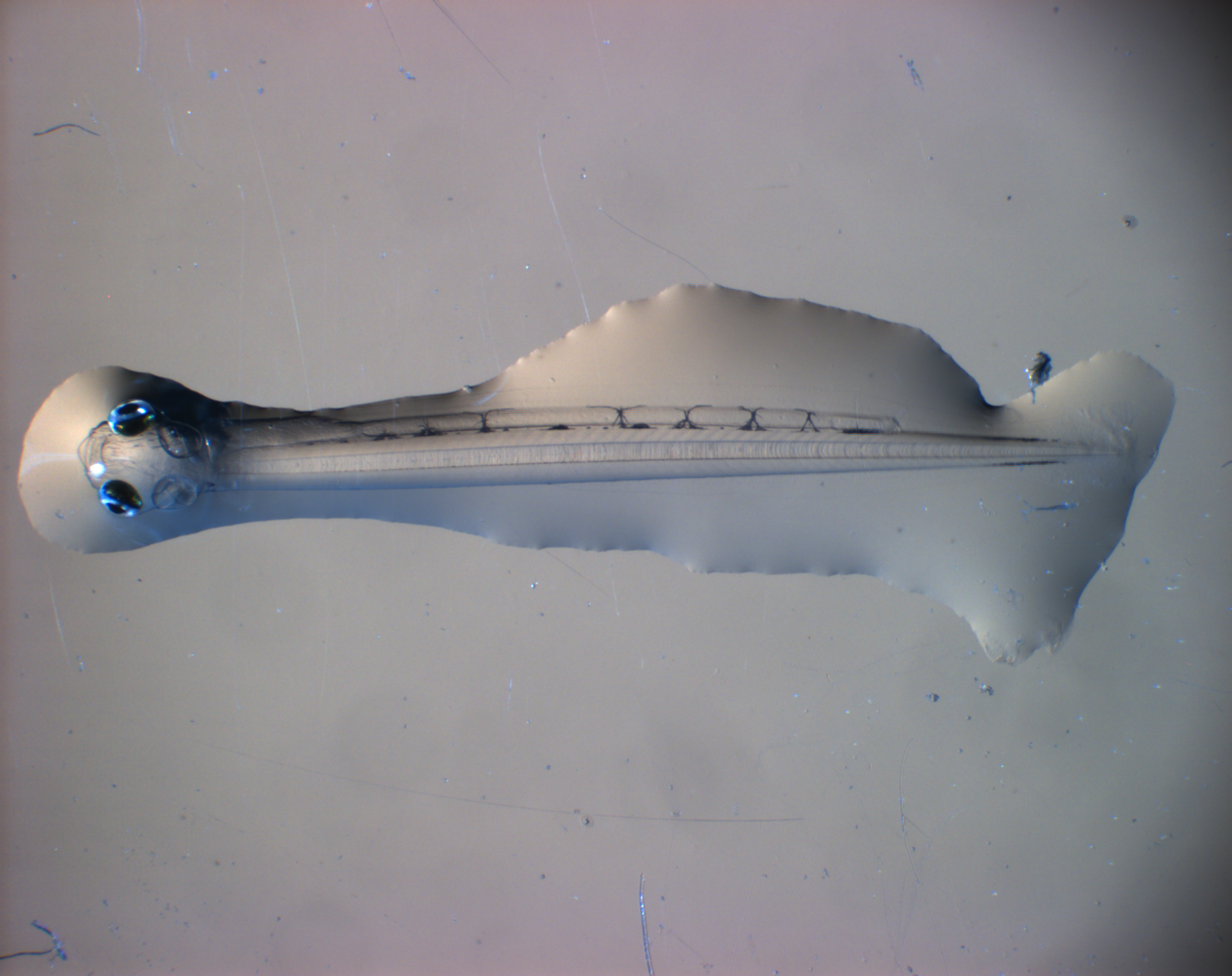
Uma larva recentemente desenvolvida de Galaxias maculatus.

Após a eclosão, as larvas de 7 mm de comprimento são varridas para o mar e passam 3-6 meses no meio marinho. Esta fase do seu ciclo de vida é pouco compreendida, pois as larvas são pequenas, transparentes e difíceis de localizar. A velocidade e a direção das correntes oceânicas desempenham um papel importante na sua dispersão; a temperatura e a disponibilidade de alimentos também são importantes para determinar quanto tempo eles gastam no mar. Esta fase de dispersão marinha é uma parte crítica do ciclo de vida das Galaxias maculatus, pois dá à larvas de diferentes populações ou rios a oportunidade de "conectar".
Quando estão suficientemente crescidos, com cerca de 30–55 mm de comprimento, eles migram de volta para água fresca, e formam grandes cardumes enquanto se deslocam pelos estuários. Algumas das suas vidas são gastas nos confins mais baixos dos rios, onde eles metamorfoseiam, antes de passar a vida adulta em um habitat de água doce adequado. Alguns indivíduos retornam ao rio em que nasceram (hospedagem natal), mas a maioria retorna a rios além do local de nascimento.

### Vida de água doce
Após a metamorfose, os adultos gastam cerca de 6 meses em água doce, onde ganham crescimento e energia suficientes para começar a investir na reprodução. Os machos geralmente atingem a maturidade sexual mais cedo e em um tamanho menor que as fêmeas.

#### Parasitas
Na Nova Zelândia, Deretrema philippae (Limnoderetrema minutum) é conhecida por parasitar o Intestino (e possivelmente a Vesícula biliar) dos Galaxias maculatus. Da mesma forma, o parasita intestinal Steganoderma szidati foi relatado na população  argentina dessa espécie. Estes são os digeneanos, uma sub-classe da classe Trematoda do filo Platyhelminthes (vermes planos).

### Pesca
Os filhotes são apanhados como caça branca enquanto se movem a montante e são muito valorizados como uma iguaria, levando à sua proteção com licenciamento e temporadas de pesca controladas para preservar as populações adultas. Eles são pescados comercialmente na Nova Zelândia, no Chile e na Argentina, mas a última pescaria comercial australiana fechou na Tasmânia na década de 1970.
Algumas jurisdições permitem a pesca dos adultos, mas novamente sob regulamentação ou licença para preservar a população adulta, contudo outros o banem completamente, a menos que o pescador pertença a uma população indígenas (por exemplo, os Maoris da Nova Zelândia). Por exemplo, na Tasmânia, os Galaxias maculatus adultos só podem ser capturadas usando um pólo de um tamanho máximo especificado (1 m).

## Conservação
As espécies de galaxídeos são, em geral, ameaçadas por atividades humanas, como agricultura intensiva e uso da mudança de terra. Essas atividades removeram a vegetação dos bancos de rios que são necessários para a criação de animais, para proteger os ovos do sol. O aumento da entrada de nutrientes em fluxos da agricultura pode levar à eutrofização. Na Nova Zelândia, seu estado de conservação está em declínio, principalmente por causa da perda e degradação do habitat.
Na fase adulta, os Galaxias maculatus comem insetos, crustáceoss e moluscos. Esta é a mesma dieta que a truta, que não só compete por comida, mas também os come facilmente. Nas áreas onde as trutas se tornaram naturalizadas, os Galaxias maculatus são escassos. Galaxias maculatus, portanto, são encontradas principalmente em trechos de riachos e rios que são menos adequados para trutas.

### Restauração
Em algumas partes da Nova Zelândia, este habitat de criação de espécies tornou-se degradado devido a atividades relacionadas à agricultura, urbanização e mudança de uso do solo. Isso cria populações que não são capazes de se reproduzir rápido o suficiente para manter o contingente da espécie nos rios, pois os peixes adultos não têm nenhum lugar adequado para colocar seus ovos e a maioria dos ovos morre.
Métodos inovadores para restaurar o habitat ripícola incluem o uso de fardos de palha como substituição temporária da vegetação. Os fardos de palha fornecem as mesmas condições e estrutura física que a vegetação natural, permitindo que os ovos se desenvolvam com sucesso. Este método garante que ovos e larvas são produzidos e que cada rio é uma fonte de larvas. A exclusão de gado da vegetação do lado do banco também é um método eficaz para incentivar o crescimento de vegetação adequada. A restauração do habitat de reprodução ajuda a manter a conectividade entre larvas de diferentes rios durante a dispersão do mar.

## Conexões externas
- Peixe Nativo da Austrália
- https://web.archive.org/web/20081015114538/http://www.niwascience.co.nz/rc/freshwater/fishatlas/species/inanga NIWA Junho 2006
- https://pt.wiktionary.org/wiki/intermitente
- Vídeo Galaxias maculatus
- New Zealand ecology - Native freshwater galaxiid fish, Inanga TerraNature